# Vezirköprü (district)
Vezirköprü is een Turks district in de provincie Samsun en telt 107.868 inwoners (2007). Het district heeft een oppervlakte van 1799,7 km². Hoofdplaats is Vezirköprü.
De bevolkingsontwikkeling van het district is weergegeven in onderstaande tabel.

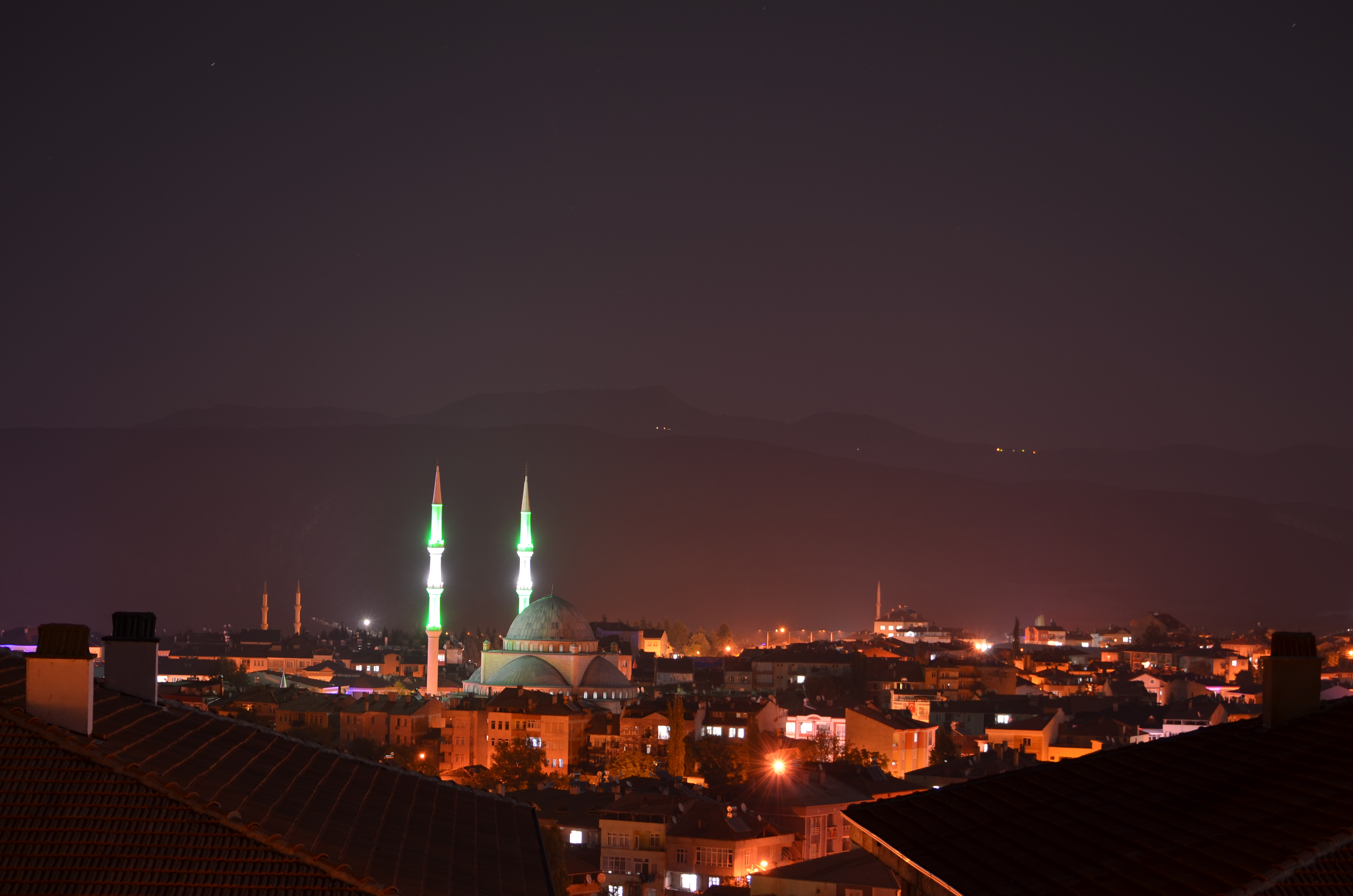
Köprülü Mehmet Paşa Moskee in Vezirköprü

| 1997    | 2000    | 2007    |
| ------- | ------- | ------- |
| 105.704 | 106.139 | 107.868 |